# Cross Epoch
Dragon Ball x One Piece: Cross Epoch (クロス エポック) é um mangá one-shot escrito e ilustrado por Akira Toriyama e Eiichiro Oda, onde fazem um crossover entre suas respectivas séries: Dragon Ball e One Piece.  Foi publicado em dezembro de 2006 na revista Weekly Shōnen Jump.